# GKV-Modernisierungsgesetz
Das Gesetz zur Modernisierung der gesetzlichen Krankenversicherung, kurz: GKV-Modernisierungsgesetz (GMG), ist die rechtliche Grundlage für den 2003 begonnenen Versuch einer Reform des deutschen Gesundheitswesens unter Kostengesichtspunkten.
Mit dem Gesetz verfolgte die rot-grüne Regierungskoalition unter Bundeskanzler Gerhard Schröder das Ziel, die Beiträge zur gesetzlichen Krankenversicherung und damit die Lohnnebenkosten dauerhaft zu senken.

## Kernpunkte des GMG
Es folgt eine Zusammenfassung der Kernpunkte der Gesundheitsreform 2003 für die verschiedenen Beteiligten am Gesundheitssystem.

### Patienten
- Die Regelungen für die Zuzahlungen bei Arzneimitteln werden geändert. Statt der Packungsgröße (für Normgröße N1:4,00 €, N2:4,50 € N3:5,00 €) entscheidet jetzt der Arzneimittelpreis über die Höhe der Zuzahlung (10 % der Gesamtkosten, mindestens aber 5 und höchstens 10 €). Die Zuzahlung geht wie bisher zu 100 % an die Krankenkasse. Liegen die Kosten unter 5 €, wird nur der tatsächliche Betrag berechnet. Durch die Änderungen in der Arzneimittelpreisverordnung (s. u.) kann dieser Fall allerdings bei verschreibungspflichtigen Arzneimitteln nicht eintreten, wohl aber bei Hilfsmitteln/Medizinprodukten oder erstattungsfähigen, nicht-verschreibungspflichtigen Medikamenten.
- Rezeptfreie Arzneimittel (OTC-Artikel) werden in der Regel nicht mehr von den gesetzlichen Krankenkassen erstattet, es sei denn, ein nicht-rezeptpflichtiges Arzneimittel stellt das Standardmittel zur Behandlung einer schwerwiegenden Krankheit dar. Diese Ausnahmen werden vom Gemeinsamen Bundesausschuss, ehemals Bundesausschuss der Ärzte und Krankenkassen, festgelegt.
- Zuzahlungen beim Arztbesuch: Für jeden in einem Quartal in Anspruch genommenen Arzt mussten einmal im Quartal 10 € Praxisgebühr – bis 31. Dezember 2012 – bezahlt werden. Konnte eine Überweisung, z. B. vom Haus- zum Facharzt, vorgelegt werden, entfiel diese Pauschale (Ausnahme: Überweisungen in den organisierten Notfalldienst waren ebenfalls zuzahlungspflichtig).
- Zuzahlung bei stationärer Behandlung im Krankenhaus: Pro Tag müssen für maximal 28 Tage 10 € bezahlt werden.
- Sterbe- und Entbindungsgeld werden nicht mehr von der Krankenkasse bezahlt.
- Sehhilfen und Brillen werden ebenfalls nicht mehr von der Krankenkasse bezahlt.
- Die Kosten für eine künstliche Befruchtung werden nur noch für die ersten 3 Versuche und nur noch zu 50 % von der Krankenkasse übernommen. Außerdem wird die Leistung vom Alter des Ehepaares abhängig gemacht (vgl. § 27 a SGB V). Eine Sterilisation wird nur noch erstattet, wenn sie wegen einer Krankheit erforderlich ist.
- Beim Zahnersatz wird ab 2005 ein befundbezogener Festbetrag eingeführt. Dabei wird weiterhin ein Bonus für regelmäßige Zahnarztbesuche (mindestens 1-mal im Jahr) in den letzten fünf oder zehn Jahren eingerechnet.

Belastungsgrenze
Grundsätzlich gilt: Die jährlichen Zuzahlungen der Versicherten dürfen zwei Prozent der Bruttoeinnahmen zum Lebensunterhalt nicht übersteigen (bei chronisch Kranken 1 Prozent).

### Ärzte
- Es soll ein Hausarzt-System angeboten werden, das den Hausarzt als Lotse etabliert. Das heißt, er ist die erste Anlaufstelle für den Patienten und leitet ihn zu den entsprechenden Fachärzten weiter. Fachärzte befürchten, dass sie durch diese Maßnahme Patienten verlieren und so das bestehende Fachärztenetz durch Praxisschließungen ausgedünnt wird.
- Es wird eine Fortbildungspflicht für Ärzte vorgeschrieben, das heißt, der KV Arzt muss in Zukunft spezielle Fortbildungen besuchen. Bei Nichtbesuch drohen ihm finanzielle Sanktionen, im schlimmsten Fall der Entzug seiner Zulassung.
 Dies gilt auch für Fachärzte im Krankenhaus. Sanktionen sind noch nicht klar. Der Gemeinsame Bundesausschuss muss noch beschließen.
- Es wird ein unabhängiges Institut geschaffen, das die Qualität und Wirtschaftlichkeit der Therapie bestimmter Krankheiten bewertet (IQWiG).
- Die bestehenden Kassenärztlichen Vereinigungen (KV) werden teilweise zusammengelegt, wodurch sich der Verwaltungsaufwand der KV verringern soll.

### Apotheken
- Es wurde eine neue Arzneimittelpreisverordnung eingeführt, die die bisherigen gestaffelten Aufschläge auf Arzneimittel durch einen pauschalen Aufschlag ersetzt (Kombimodell). Der Apotheker erhält für die Abgabe jedes Arzneimittels 8,10 € plus 3 % auf den Großhandelsabgabepreis; abzüglich 2,30 € Rabatt für die Krankenkasse. Somit wird der Anreiz für Apotheker, teure Arzneimittel herauszugeben, weitgehend aufgehoben. Die Apotheken-Einnahmen sind zum großen Teil vom Preis des Arzneimittels abgekoppelt.
- Einführung von Festbeträgen für Analogpräparate (auch „me-too“-Präparate). Damit sollen Scheininnovationen ohne Zusatznutzen für den Patienten weniger attraktiv gemacht werden.
- Lockerung des Mehrbesitzverbots. Vor dem Inkrafttreten des GKV-Modernisierungsgesetzes (1. Januar 2004) durfte ein Apotheker nur eine Apotheke besitzen. Ab 2004 darf ein Apotheker bis zu vier Apotheken besitzen. Neben seiner Hauptapotheke also bis zu drei Filialapotheken, die aber alle Anforderungen einer Vollapotheke (Labor, Rezeptur etc.) erfüllen müssen. Für jede Filialapotheke muss der Betreiber einen (approbierten) Apotheker als Verantwortlichen benennen. (Das Fremdbesitzverbot bleibt weiter bestehen. Lediglich approbierte Apotheker dürfen Apotheken betreiben bzw. als Leiter einer Filialapotheke fungieren. Dies soll die Unabhängigkeit bei Beratung und Abgabe von Arzneimitteln sicherstellen.)
- Erlaubnis des Versandhandels für Arzneimittel. Seit dem 1. Januar 2004 ist es nach Genehmigung erlaubt, Arzneimittel zu versenden. Allerdings unterliegen diese denselben Auflagen wie die bisher am Markt vorhandenen Präsenz-Apotheken. Der Versand darf nur unter strengen Auflagen erfolgen, ob die gewünschte Kostenersparnis erzielt wird, ist umstritten. Vor allem durch ausländische Mitbewerber droht die Gefahr, dass Fälschungen von Arzneimitteln auf den deutschen Markt kommen können.
- Die Preise im Bereich der rezeptfreien, apothekenpflichtigen Arzneimittel (OTC-Bereich) unterliegen nun (außer bei der Abgabe zu Lasten der GKV; dann gilt die alte Arzneimittelpreisverordnung) nicht mehr der Arzneimittelpreisverordnung und sind frei kalkulierbar.

### Krankenkassen
- Die Krankenkassen müssen ihre Verwaltung straffen und sollen nicht mehr als 10 % pro Mitglied für ihre Verwaltungskosten ausgeben. Zahlen über Verwaltungskosten und Gehälter von Spitzenfunktionären der Kassen müssen veröffentlicht werden.

Nach dem GKV-Wettbewerbsstärkungsgesetz (GKV-WSG) mit Wirkung zum 1. Januar 2009 tragen die gesetzlichen Krankenkassen das Morbiditätsrisiko der Versicherten.  Früher waren die Ausgaben für die ambulante Versorgung der Versicherten „gedeckelt“: Die Kassen haben einen vorher feststehenden Betrag, der nicht erweitert werden konnte, an die Kassenärztlichen Vereinigungen überwiesen. Die Verteilung dieses Geldes an die einzelnen Ärzte übernahm die Kassenärztliche Vereinigung. Das Morbiditätsrisiko lag bei den Kassenärzten, denn wenn mehr ärztliche Leistungen als im Vorjahr erbracht wurden, war die einzelne Leistung eines Arztes weniger wert.
Das GMG schreibt nun vor, dass jeder ärztlichen Leistung ein fester Wert zugeordnet wird. Erbringt die Ärzteschaft in ihrer Gesamtheit zukünftig mehr Leistungen, müssen die Kassen auch mehr bezahlen. Der Deckel, der in der Vergangenheit eine Ausweitung der Kosten der ambulanten Versorgung verhindert hat, entfällt.

### Beiträge
Gesetzlich Krankenversicherte und bei ges. Krankenkassen privat Versicherte haben auf Betriebsrenten und andere Versorgungsbezüge den vollen – und nicht wie zuvor den halben – Beitragssatz zur Krankenversicherung zu entrichten. (Dies gilt laut Rechtsprechung nicht für Bezüge aus einer Versicherung, die nach Beendigung eines Arbeitsverhältnisses in Eigenregie weitergeführt wurde, siehe hierzu: Betriebliche Altersversorgung#Sicht des Arbeitnehmers).